# Ordo Lectionum Missae
El Ordo Lectionum Missae (conocido oficialmente en castellano como Ordenación de las Lecturas de la Misa ), comúnmente conocido como OLM, es el principal leccionario litúrgico utilizado en la Iglesia Católica Romana . Contiene las lecturas bíblicas designadas para la celebración de la Misa de Pablo VI, abarcando selecciones ( perícopas ) tanto del Antiguo como del Nuevo Testamento de la Biblia.

## Historia
El desarrollo del Ordo Lectionum Missae fue una respuesta a las reformas litúrgicas iniciadas por el Concilio Vaticano Segundo (1962-1965), con el objetivo de promover la participación activa de los laicos en la Misa. Antes del concilio, la Iglesia Católica Romana se adhirió a un ciclo de lecturas de un año, incorporando una selección limitada de pasajes. El Ordo Lectionum Missae introdujo un ciclo de lecturas de tres años (designados como Años A, B y C) para los domingos, y un ciclo de dos años para los días laborables (I y II), ampliando significativamente el número de pasajes de las Escrituras leídos durante la Misa.
Entre 1969 y 1980 el texto latino de la OLM provino de la Vulgata hasta que fue reemplazado por la Nova Vulgata en 1981 con su segunda edición.

## Estructura
El OLM está estructurado para alinearse con el calendario litúrgico y proporciona lecturas para cada domingo y fiesta principal del año litúrgico católico romano.
Las misas de los domingos y fiestas mayores se caracterizan por una selección estructurada de lecturas. Este arreglo comprende los siguientes componentes: 
- Primera Lectura : Derivada principalmente del Antiguo Testamento, con excepción de las lecturas de los Hechos de los Apóstoles durante el Tiempo Pascual .
- Salmo responsorial : Predominantemente extraído del Libro de los Salmos, ocasionalmente presenta otros "Cánticos" bíblicos.
- Segunda Lectura : Extraído principalmente de las Cartas de Pablo, complementadas a veces con selecciones de otras Epístolas del Nuevo Testamento y el Libro del Apocalipsis .
- Verso antes del Evangelio : Normalmente consiste en una cita directa de la Biblia, aunque en ocasiones se incorporan adaptaciones de textos bíblicos.
- Evangelio : Cada año está asociado con uno de los evangelios sinópticos : el año A sigue el Evangelio de Mateo, el año B presenta predominantemente a Marcos y el año C está asociado con Lucas . El Evangelio de Juan está reservado principalmente para su uso durante las temporadas de Cuaresma y Pascua.

En el contexto de las Misas entre semana, fiestas menores y ocasiones especiales, se emplea una estructura similar, lo que da como resultado un conjunto de lecturas que podrían parecer solo dos pero que efectivamente abarcan cuatro elementos distintos:
- Primera Lectura : Esta sección incorpora lecturas semicontinuas, alternando entre el Antiguo y el Nuevo Testamento, siguiendo un ciclo de dos años.
- Salmo responsorial : la mayoría de las selecciones provienen del Libro de los Salmos, introduciendo ocasionalmente otros Cánticos en la rotación. Al igual que la Primera Lectura, esto sigue un ciclo de dos años.
- Verso antes del Evangelio : en su primera edición, este componente presentaba principalmente textos "comunes", pero la práctica actual prescribe textos específicos.
- Evangelio : este componente se mantiene constante de año en año, presentando lecturas semicontinuas extraídas de los evangelios de Marcos, Mateo y Lucas, en ese orden.

## Uso
El leccionario es la guía para seleccionar las lecturas asignadas para cada Misa, los pasajes se alinean con el Calendario Romano General de 1969 que sigue la mayoría de los católicos. Se utiliza en la forma ordinaria de la misa de la Iglesia Católica Romana, en contraste con la tradicional "forma extraordinaria" que todavía utilizan algunos grupos que se adhieren al calendario tradicional.
También lo utilizan algunas denominaciones católicas independientes.

## Variaciones
Aunque el Ordo Lectionum Missae, que contiene la Nova Vulgata, es el leccionario estándar en la Iglesia Católica Romana, la forma ordinaria de la misa rara vez se dice en latín, por lo que se han producido varias traducciones vernáculas y adaptaciones del OLM para acomodar diferentes comunidades lingüísticas como solicitado en Sacrosanctum Concilium . Cada traducción conserva el ciclo de tres años para los domingos y el ciclo de dos años para los días laborables y puede realizar ajustes menores para alinearse con las costumbres locales (como algunas diócesis y países que conservan días festivos culturalmente relevantes del calendario antiguo).
Ciertas congregaciones católicas y órdenes religiosas tienen su propia modificación autorizada del leccionario.
Las lecturas del antiguo misal procedían de la Vulgata latina y normalmente se leían en castellano antes de la homilía a los fieles a partir del Eucologio Romano.Después del Concilio Vaticano II, se hicieron nuevas traducciones de la Biblia para ser utilizadas en la nueva liturgia. Las siguientes traducciones de la Biblia utilizadas en los leccionarios de países de habla hispana:
- Leccionario Español: Biblia de la CEE - España, Colombia y Perú. (Actualización de la edición de Schökel)
- Leccionario Mexicano: Traducción de la Conferencia Episcopal Mexicana - México, EEUU,[17] Centroamérica y el Caribe, Ecuador y Venezuela.
- Leccionario Argentino: Libro del Pueblo de Dios - Chile, Bolivia, Paraguay, Uruguay y Argentina.

Algunas traducciones del leccionario han sido descontinuadas:
- Leccionario Español Primera edición - Texto traducido por un equipo dirigido por Luis Alonso Schökel usado en España y toda Hispanoamérica luego del Concilio.
- Leccionario Español adaptado para el leguaje de Latinoamérica - Revisión del texto español cambiando "Vosotros" por "Ustedes".
- Leccionario Hispanoamericano: Biblia Latinoamérica - Usado para las comunidades hispanohablantes en EEUU hasta la adopción del Leccionario Mexicano.

Las iglesias Católicas orientales no siguen las lecturas de rito romano pero en los países de Hispanoamérica compartir las traducciones bíblicas:
- Leccionario Católico Bizantino: Libro del Pueblo de Dios
- Leccionario Católico Armenio: Libro del Pueblo de Dios[18]
- Leccionario Católico Maronita: Biblia de Navarra[19]

## Influencia en otras denominaciones
El Ordo Lectionum Missae, desarrollado dentro de la Iglesia Católica Romana, ha tenido una influencia notable en las prácticas litúrgicas en varias denominaciones y comunidades cristianas. Si bien no se adoptó universalmente, sus principios y enfoque estructurado de las lecturas de las Escrituras fueron adaptados primero en la década de 1980 por la Consulta y luego a través del Leccionario Común Revisado en 1992. La Iglesia Metodista Unida y la Iglesia Presbiteriana de EE. UU. reemplazan las lecturas de los libros deuterocanónicos, mientras que las denominaciones anglicana y luterana las conservan.